# Менаж, Виктор Луи
Виктор Луи Менаж (англ. Victor Louis Ménage; 15 апреля 1920, Чизлхерст, Кент, Англия — 11 июня 2015, Суссекс, Англия) — британский историк-востоковед, специализировавшийся на истории Османской империи. Один из редакторов второго издания фундаментальной «Энциклопедии ислама». Профессор османской истории в Лондонском университете, председатель отделения.

## Биография
Виктор Луи Менаж родился 15 апреля 1920 года в Чизлхерсте в графстве Кент в семье неизвестного, предположительно гугенотского происхождения. По словам самого будущего учёного, в детстве они жили достаточно бедно, хотя и не голодали. У него был брат-инвалид. С 1930 по 1938 год Луи посещал Элтемский колледж, получая там стипендию и пытаясь таким образом «сбежать от семейных неурядиц». Благодаря своим стараниям Виктор получил место в Клэр-колледже, втором по возрасту колледже Кембриджского университета, где обучался по программе классики. По собственным словам, он чувствовал себя тут «как рыба в воде».
В 1940 году, «по соображениям совести», Виктор Луи отказался от воинского призыва, не отправившись воевать за свою страну во Второй мировой войне, и был принят к квакерам, оказывая помощь участвующим в боевых действиях. К моменту окончания боевых действий он находился в Эфиопии. К тому моменту его родители окончательно рассорились и разошлись, поэтому мать Виктора осталась на попечении у сына. Для того, чтобы иметь возможность её содержать, он не отказался от предложения вернуться в Кембридж и стал преподавать в Аддис-Абебе. Менаж называл свою работу тут «стимулирующей» и «новаторской». Здесь он познакомился с Йоханной, которая стала его женой и постоянной спутницей жизни.
В 1950 году послевоенная лейбористская администрация приступила к расширению изучения востоковедения в Лондонском университете. Первоначально Менаж подал заявку на стипендию казначейства по амхарскому языку, однако вместо него ему предложили турецкий. Таким образом он оказался в Школе востоковедения и африканистики, которая как раз вступала в годы своего расцвета. В 1954 году Виктор получил степень бакалавра первого класса по турецкому языку, а в следующем году получил должность его преподавателя. После этого он в очередной раз получил стипендию и от имени Школы направился в Турцию, где занимался языком «на месте». Находящийся там тюрколог Джерард Клосон назвал Виктора Луи отлично знающим свой предмет и обладающим по-настоящему учёным подходом к своему делу. В 1961 году, так и не представив свою диссертацию, он покинул Школу и продолжил свою поездку по Турции. Находясь здесь он представил свою единственную монографию «История османов Нешри» (англ. Nes̲h̲ri's history of the Ottomans; the sources and development of the text). Вскоре после этого он вернулся в Лондонский университет, получив должность лектора. Пока Виктор работал здесь его пригласили для написания статей во втором издании «Энциклопедии ислама», а когда в 1964 году историк и искусствовед-индолог Джон Бёртон-Пейдж, который тоже работал в Лондонском университете, отправился в командировку в Индию, Менаж получил должность ассистента редактора второго тома издания. В 1970 году Менаж получил должность председателя отделения турецкой истории и профессора османской истории в Лондонском университете, с отличием занимая её до 1983 года. После этого он вышел на пенсию, продолжая публиковать научные работы и выступая в качестве автора и соредактора «Энциклопедии ислама» (назначен одним из главных редакторов третьего тома второго издания ещё летом 1970 года). В 1987 году Менаж стал почётным доктором Бирмингемского университета. В 1994 году был удостоен фестшрифта.
В последние годы Виктор и его жена сильно зависели от опекунов, поскольку долгая трудовая жизнь и старость ослабили их организмы. Виктор мирно скончался 11 июня 2015 года в возрасте 95 лет. В его годы османистика в Лондонском университете достигла своего расцвета.

## Монография
Единственной монографией Менажа стала «История османов Нешри» (англ. Nes̲h̲ri's history of the Ottomans), опубликованная ещё в 1964 году. Она представляла собой расширенную интерпретацию учёного этого источника, который долгое время служил одним из основным первичных источников об истории Османской империи. В начале своей работы Менаж рассказывает краткую биографию Нешри. Далее Менаж, анализирует источники, на которые мог опираться Нешри и приходит к выводу, что его труд является первой тюркоязычной работой по всеобщей истории, написанной по аналогии классических работ историков Арабского и Персидского миров, но полностью основанной на работе Ашикпашазаде и «Оксфордской анонимной хронике». Далее в своей работе автор приводит образцы самой ранней из известных миру рукописей работы Нешри, которую в 1929 году обнаружил Теодор Менцель в Кастамону. В конце Менаж приводит пять приложений, которые помогают лучше понять работу. По мнению историка Мухаммада Рашида Ферозе эта работа является «важным справочником для учёных и для всех серьёзных людей, изучающих историю Османской империи» и будет полезна студентам, изучающим османскую историю.